# Minucia fuscoirrorata
Minucia fuscoirrorata är en fjärilsart som beskrevs av Embrik Strand 1914. Minucia fuscoirrorata ingår i släktet Minucia och familjen nattflyn. Inga underarter finns listade i Catalogue of Life.